# Friedrich von Stadion
Friedrich von Stadion, Graf von Stadion, (* 1774 in Bamberg; † 1821 in Neapel) war ein deutscher Chemiker und Gutsbesitzer.
Friedrich von Stadion besaß Ländereien in Böhmen und war Domherr in Bamberg. 
1815 entdeckte er unabhängig von Humphry Davy (1811) Chlordioxid und 1816 Perchlorsäure. 1817 veröffentlichte er über die Verbesserung Galvanischer Zellen.